# エルサレム症候群
エルサレム症候群（エルサレムしょうこうぐん、英語: Jerusalem syndrome）とは、エルサレムを訪問することで引き起こされる、宗教を題材とする強迫的思考、妄想、その他の一連の心理現象を指す。一つの宗教、宗派に特有のものではなく、様々な異なる経歴を持つユダヤ教、キリスト教、イスラム教信徒に影響を与えているとしている。

## 概説
最も一般的な例ではないものの、エルサレム症候群の最も有名な症状としては、これまで精神的に安定し、精神病的徴候が何ら見受けられなかった者が、エルサレムに到着後精神病を発症する現象がある。この精神病の特徴は、激しい宗教的主題を伴うことで、典型的には数週間経過するか、エルサレムから離脱することで、全快に至る。イタリア・フィレンツェのスタンダール・シンドロームや、主に日本人に報告されるパリ症候群といった他の現象とは、宗教を焦点とする点で性格を異にする。
バルエル等は、英国精神医学ジャーナルの2000年に発表された論文において、過去の精神病歴がない旅行者において発現する特異な症候群について発見し、これを記述したと主張する。しかし、この主張にはM. カリアンとE. ウィツタムによる批判がある。
カリアンとウィツタムによれば、提示された症状の根拠となった旅行者のほぼ全員がエルサレム入り以前から精神疾患であったという。更には、エルサレム入りの後に自発的な精神病を呈したとされる僅かな割合の旅行者について、バルエル等はエルサレム入り以前に健康であった証拠を何ら提示していないことも指摘した。エルサレム症候群はDSM IV、DSM V にはリスト入りせず、参照もされていない。

## 歴史
エルサレム症候群はかつてはヒステリーの一種とみなされ、fièvre Jerusalemmiene（エルサレム熱）と称された。1930年代、エルサレムの精神病理学者ハインツ・ヘルマンによって初めて臨床的に言及された。同氏はイスラエルにおける近代精神病理学研究の祖として知られる。これらの症状が特にエルサレムの訪問に限定して生ずるものであるかについては論争がある。
というのも、類似の行動はメッカ、ローマといった他の宗教的、歴史的に重要な地域においても観察されてきたからである（スタンダール・シンドローム参照）。エルサレム症候群の症例は、フェリックス・ファブリの旅行記やマージェリー・ケンプの伝記に記述があるのを初めとして、すでに中世には観察されていることが知られる。19世紀にエルサレムを訪れた人々による膨大な文学作品にも言及がある。
1969年にエルサレム症候群を発症した福音派のオーストラリア人デニス・マイケル・ロハンが神の命令であるとしてアル＝アクサー・モスクを放火した際はイスラーム諸国が一斉に反発する事件となり、イスラム諸国会議機構が設立されるきっかけとなった。
バルエル等は、2000年の調査においては、自身がエルサレムにいるという事実に加え、千年紀という宗教的意味が相俟って、例年であれば発症に至らない多数の訪問者に影響が及び、エルサレム症候群の入院患者が激増する可能性を示唆した。2000年、エルサレムへの全体的な旅行者増加によって、旅行者の入院数も微増したものの、危惧されていたエルサレム症候群の流行は現実には起こらなかった。

## 類型
古典的なエルサレム症候群は、エルサレムを訪れることによって、速やかに或いは離脱直後に快復する強烈な宗教的精神疾患を発症すると見られるもので、医学文献上で議論の対象となってきた。議論の大半は、このエルサレム症候群の定義が精神病の独立した一類型であるか、或いはイスラエルの医学機関で取り沙汰されなかった過去の精神的疾患が再発したものかという問題を取り巻いて行われてきた。
これに対しバルエル等は、エルサレムへの訪問と精神病関連の思考回路との間における多種の因果関係を反映するよう、エルサレム症候群を3種の類型に大別した。しかし、カリアンとミツダムは、バルエルは示された詳しい類型方法や予後について正当性を示す証拠を何も提示しておらず、これらの類型は実際同一の症候群の異なる側面とは言い難く、むしろ無関係に考えられるとして批判している。

### 類型I
「過去の精神疾患に課されたエルサレム症候群」これはエルサレムを訪れる前にすでに精神病を患っていると診断された患者を指す。典型的には、宗教的思想に影響を受けてエルサレムに行った人々で、しばしば到着時や滞在中に果たさねばならないと考える目的や使命を思い描いている。例えば、患者は自分が重要な歴史的宗教家だと信じたり、壮大な宗教的思想や発想（ユダヤ教でのメシア到来やキリストの再臨を起こす等）に影響されている場合が考えられる。

### 類型II
「特異的な思想が重ね合わさり複雑化したエルサレム症候群」これは必ずしも精神疾患の形を取らず、個人的に、または特異な神秘的信仰を持った宗教団体の一員として、単純にエルサレムの持つ重要性について文化的に異常ともいえる執着をみせる場合がある。

### 類型III
「過去の精神疾患と重ならない独立した形としてのエルサレム症候群」これが最も有名な類型で、過去精神的に安定していた人間がエルサレムに入ってから精神病を患うものが当たる。この精神病の特徴は激しい宗教的性格を帯びることで、典型的には数週間の経過か同地域から離脱後に全快に至る。短期的精神病性挿間症の診断群と共通する特徴もあるが、それとは異なるパターンの行動も指摘される。
1. 不安、興奮、神経質、緊張、その他の明記されない症状がある。
2. 団体や家族から離れてエルサレムへ単独で旅行したいと表明する。エルサレム症候群に気づき、かかる表明の重大さを認識した旅行ガイドは、症候群が次の段階に進行するのを防ぐため、この時点になれば旅行者に精神医学的診断を受けるよう医療施設を勧めてよい。同行者がいない場合、これらの段階は通常回避できない。
3. 清潔無垢でなくてはいられない。入浴やシャワーを浴びることに執着する。強迫的に手足の爪を切る。
4. しばしばホテルのシーツや枕カバーを用いながら、足首までの長いトーガ状のガウンを用意する。色は決まって白である。
5. 聖書の讃美歌や小節を叫んだり、聖歌や霊歌を大声で歌わないではいられない。このタイプの症状はホテル職員や旅行ガイドにとって警鐘となるので、この場合旅行者を専門治療にかからせることに務めるべきである。ここを逃すと、最後の二段階が発現する。
6. 嘆きの壁等、エルサレム内の聖地へと行列、行進する。
7. 聖地で説教を行う。説教は典型的には人類により健全、道徳的で質素な生き方を取り入れるよう嘆願することを趣旨とする。説教は典型的には準備不足で支離滅裂である。

バルエル等は13年間にわたってそのような症例を42例報告したが、どの症例においても実際に症状が一時的であることを確認するには至っていない。 

## 罹患率
エルサレムのクファル・シャウル精神医療センターへの入院事例を分析した13年間（1980年 - 1993年）の間、イスラエルを題材とする重篤な精神問題を持つ旅行者が同医院に1200人紹介されたことが報告された。この内470人が入院した。同症状を訴える旅行者は年間平均して100人に上り、その内40人は入院を要した。しかし、エルサレムには毎年約350万人の旅行者が訪れる。カリアンとウィツタムは、同市を訪れる旅行者の全体数における割合からして、他の都市と顕著な相違は見られないと指摘する。

## ポップカルチャー
シンプソンズ第16話エルサレム巡礼ツアーでは、シンプソン一家がイスラエルに旅行し、ホーマーがエルサレム症候群に襲われる。エルサレム症候群とそれがホーマーに与える影響が話の核心的主題の一つとなっている。